# Опуклий конус

Опуклий конус (світло-синій). Усередині нього рожевий замкнутий опуклий конус, що містить усі точки αx + βy з α, β > 0 для виділених точок x і y. Криві у правому верхньому куті символізують нескінченність областей.

Опуклий конус у лінійній алгебрі — підмножина векторного простору над упорядкованим полем, замкнутим відносно лінійних комбінацій з додатними коефіцієнтами.

## Визначення
Підмножина C векторної площини V є опуклим конусом, якщо αx + βy належить C для будь-яких додатних скалярів α, β і будь-яких x, y із C.
Визначення можна записати стисло: «αC + βC = C» для будь-яких додатних чисел α, β.
Поняття має сенс для будь-яких векторних просторів, у яких існує поняття «додатний» скаляр, такі як простір над раціональними, алгебричними або (найчастіше) дійсними числами.
Порожня множина, простір V і будь-який лінійний підпростір простору V (включно із тривіальним підпростором {0}), є опуклими конусами за цим визначенням. Іншими прикладами є множина всіх добутків на додатне число довільного вектора v з V, або додатний ортант простору Rn (множина всіх векторів, які мають додатні координати).
Загальніший приклад — множина всіх векторів λx, таких, що λ додатний скаляр, а x — елемент деякої опуклої підмножини X простору V. Зокрема, якщо V — нормований векторний простір, а X — відкрита (відповідно замкнута) куля у V, яка не містить 0, ця конструкція дає відкритий (відповідно замкнутий) опуклий круговий конус.
Перетин двох опуклих конусів у тому ж векторному просторі знову є опуклим конусом, а об'єднання таким може не бути. Клас опуклих конусів замкнуто відносно будь-яких лінійних відображень. Зокрема, якщо C — опуклий конус, то таким є і його протилежний −C, а C ∩ −C є найбільшим лінійним підпростором, що міститься в C. Такий підпростір називається лезом.

### Опуклі конуси і лінійні конуси
Якщо C — опуклий конус, то для будь-якого додатного скаляра α і будь-якого вектора x з C вектор αx = (α/2)x + (α/2)x лежить в C. Звідси випливає, що опуклий конус C є окремим випадком лінійного конуса.

### Альтернативні визначення
Зі сказаного вище випливає, що опуклий конус можна визначити як лінійний конус, замкнутий відносно опуклих комбінацій, або просто відносно додавання. Коротше — множина C є опуклим конусом тоді й лише тоді, коли αC = C і C + C = C для будь-якого додатного скаляра α з V.
Слід також зазначити, що фразу «додатні скаляри α, β» у визначенні опуклого конуса можна замінити на «невід'ємні скаляри α, β, не рівні нулю одночасно».

### Властивості опуклого конуса
- Перетин будь-якого числа опуклих конусів знову є опуклим конусом. Тим самим опуклі конуси утворюють замкнуте сімейство (за операцією перетину).
- Конічна оболонка {\displaystyle \operatorname {pos} (X)} — це найменший опуклий конус, що містить дану множину.

## Тупі та гострі конуси
За наведеними визначеннями, якщо C є опуклим конусом, то C ∪ {0} теж є опуклим конусом. Кажуть, що опуклий конус гострий або тупий залежно від того, належить йому нульовий вектор 0 чи ні. Іноді вживають терміни загострений і, відповідно, затуплений.
Тупі конуси можна виключити з визначення опуклого конуса, замінивши слова «невід'ємні» на «додатні» в умовах, що накладаються на α, β. Термін «гострий» часто використовують для замкнутих конусів, які не містять повних прямих (тобто нетривіального підпростору навколишнього простору), тобто те, що нижче називається «випнутим»[уточнити] конусом.

## Півпростори
Гіперплощина (лінійна) простору V є найбільшим можливим власним лінійним підпростором простору V. Відкритий (відповідно замкнутий) півпростір простору V — це підмножина H простору V, визначена умовою L(x) > 0 (відповідно L(x) ≥ 0), де L — будь-яка лінійна функція з V в його скалярне поле. Гіперплощина, визначена рівнянням L(v) = 0, є обмежувальною гіперплощиною для H.
Півпростори (відкриті або замкнуті) є опуклими конусами. Проте будь-який опуклий конус C, який не є всім простором V, повинен міститися в деякому замкнутому півпросторі H простору V. Фактично топологічно замкнутий опуклий конус є перетином всіх замкнутих півпросторів, що містять його. Аналогічне твердження справедливе для топологічно відкритого опуклого конуса.

## Випнуті конуси і досконалі півпростору
Кажуть, що опуклий конус є плоским (іноді — клином), якщо він містить деякий ненульовий вектор x і його протилежний -x, і випнутим в іншому випадку.
Тупий опуклий конус завжди є випнутим, але протилежне не завжди істинне. Опуклий конус C є випнутим в тому і тільки в тому випадку, коли C ∩ −C ⊆ {0}. Тобто тоді і тільки тоді, коли C не містить нетривіального лінійного підпростору V.
Досконалий півпростір простору V визначається рекурсивно таким чином: якщо V має розмірність нуль, то це множина {0}, в іншому випадку це відкритий півпростір H простору V разом з досконалим півпростором обмежувальної гіперплощини для H.
Будь-який досконалий півпростір є випнутим, і, більше того, будь-який випнутий конус міститься у досконалому півпросторі. Іншими словами, досконалі півпростори є найбільшими випнутими конусами (за включенням). Можна показати, що будь-який гострий випнутий конус (незалежно від того, замкнутий він топологічно чи відкритий) є перетином всіх досконалих півпросторів, що включають його.

## Переріз і проєкція опуклих множин

### Плоский переріз
Афінна гіперплощина простору V — це будь-яка підмножина простору V вигляду v + H, де v — вектор V, а H — (лінійна) гіперплощина.
З властивості включення в півпростори випливає таке твердження. Нехай Q — відкритий півпростір в V і A = H + v, де H — гранична гіперплощина Q, а v — будь-який вектор Q. Нехай C — лінійний конус, що міститься в Q. Тоді C є опуклим конусом в тому і тільки в тому випадку, коли множина C' = C ∩A є опуклою підмножиною гіперплощини A (тобто множиною, замкнутою відносно опуклих комбінацій).
Внаслідок цього результату всі властивості опуклих множин афінного простору мають аналог для опуклих конусів, що містяться у фіксованому відкритому півпросторі.

### Сферичний переріз
Якщо дано норму | • | у просторі V, ми визначаємо одиничну сферу у V  як множину
{\displaystyle S=\{x\in V\;:\;|x|=1\}.}
Якщо значення | • | є скалярами у V, лінійний конус C у V — це опуклий конус в тому і тільки в тому випадку, коли його сферичний переріз C' ∩ S (множина його векторів з одиничною нормою) є опуклою підмножиною S в такому сенсі: для будь-яких двох векторів u, v ∈ C' з u ≠ −v всі вектори на найкоротшому шляху від u до v на S лежать в C'.

## Двоїстий конус
Нехай C ⊂ V — опуклий конус у дійсному векторному просторі V, що має скалярний добуток. Двоїстий конус до C — це множина
{\displaystyle \{v\in V\;:\;\forall w\in C,\langle w,v\rangle \geq 0\}.}
Він теж є опуклим конусом. Якщо C збігається зі своїм двоїстим, C називають самодвоїстим.
Інше часте визначення двоїстого конуса C ⊂ V — це конус C* у спряженому просторі V*:
{\displaystyle C^{*}:=\left\{v\in V^{*}\;:\;\forall w\in C,v(w)\geq 0\right\}.}
Іншими словами, якщо V* — спряжений простір простору V, то двоїстий конус — це множина лінійних функцій, невід'ємних на конусі C. Якщо ми приймемо, що V* — неперервний спряжений простір, то це множина неперервних лінійних функцій, невід'ємних на C. Таке визначення не вимагає наявності скалярного добутку в просторі V.
У скінченновимірних просторах обидва визначення двоїстого конуса, по суті, еквівалентні, оскільки будь-який скалярний добуток утворює лінійний ізоморфізм (невироджене лінійне відображення) з V* у V, і цей ізоморфізм переводить двоїстий конус (у V*) з другого визначення у двоїстий конус з першого визначення.

## Частковий порядок, визначений опуклим конусом
Гострий випнутий опуклий конус C породжує частковий порядок «≤» на V, визначуваний так, що x≤y тоді і тільки тоді, коли y − x ∈ C. (Якщо конус плоский, те саме визначення дає просто передпорядок.) Суми і множення на додатний скаляр істинної нерівності відносно цього порядку знову дають істинні нерівності. Векторний простір з таким порядком називають упорядкованим векторним простором. Конус
{\displaystyle P=\left\{x:x\in V,x\geq 0\right\}.}
називають додатним конусом.
Прикладами є добутковий порядок на дійсних векторах (Rn) і порядок Левнера.

## Власний опуклий конус
Термін власний (опуклий) конус визначається залежно від контексту. Він часто означає випнутий опуклий конус, що не містить якої-небудь гіперплощини простору V, можливо, з накладенням інших обмежень, таких як, наприклад, топологічна замкнутість (внаслідок чого конус буде гострим), або топологічна відкритість (конус буде тупим). Деякі автори використовують термін «клин» для поняття, яке в цій статті означає опуклий конус, і під терміном «конус» розуміється те, що в статті називається випнутим гострим конусом, або те, що щойно було названо власним опуклим конусом.

## Приклади опуклих конусів
- Якщо задано замкнену опуклу підмножину K гільбертового простору V, нормальний конус для множини K з точки x у K задається формулою[2]

{\displaystyle N_{K}(x)=\left\{p\in V\;:\;\forall x^{*}\in K,\langle p,x-x^{*}\rangle \geq 0\right\}.}
- Якщо задано замкнену опуклу підмножину K простору V, дотичний конус[en] до множини K з точки x задається формулою[12]

- Якщо задано замкнену опуклу підмножину K гільбертового простору V, нормальний зовнішній конус до множини K з точки x в K задається формулою[13]

{\displaystyle N_{K}(x)=\left\{p\in V\;:\;\forall x^{*}\in K,\langle p,x-x^{*}\rangle \leqslant 0\right\}.}
- Якщо задано замкнену опуклу підмножину K гільбертового простору V, дотичний конус до множини K в точці x із K можна визначити як полярний конус[en] до зовнішнього нормального конуса {\displaystyle N_{K}(x)}[14][15]:

{\displaystyle T_{K}(x)=N_{K}^{*}(x){\overset {\underset {\mathrm {def} }{}}{=}}\{y\in V|\forall \xi \in N_{K}(x):\langle y,\xi \rangle \leqslant 0\}}
Нормальні і дотичні конуси замкнуті і опуклі. Вони є важливими концепціями в галузі опуклого програмування, варіаційних нерівностей .